# Eksperyment Fizeau

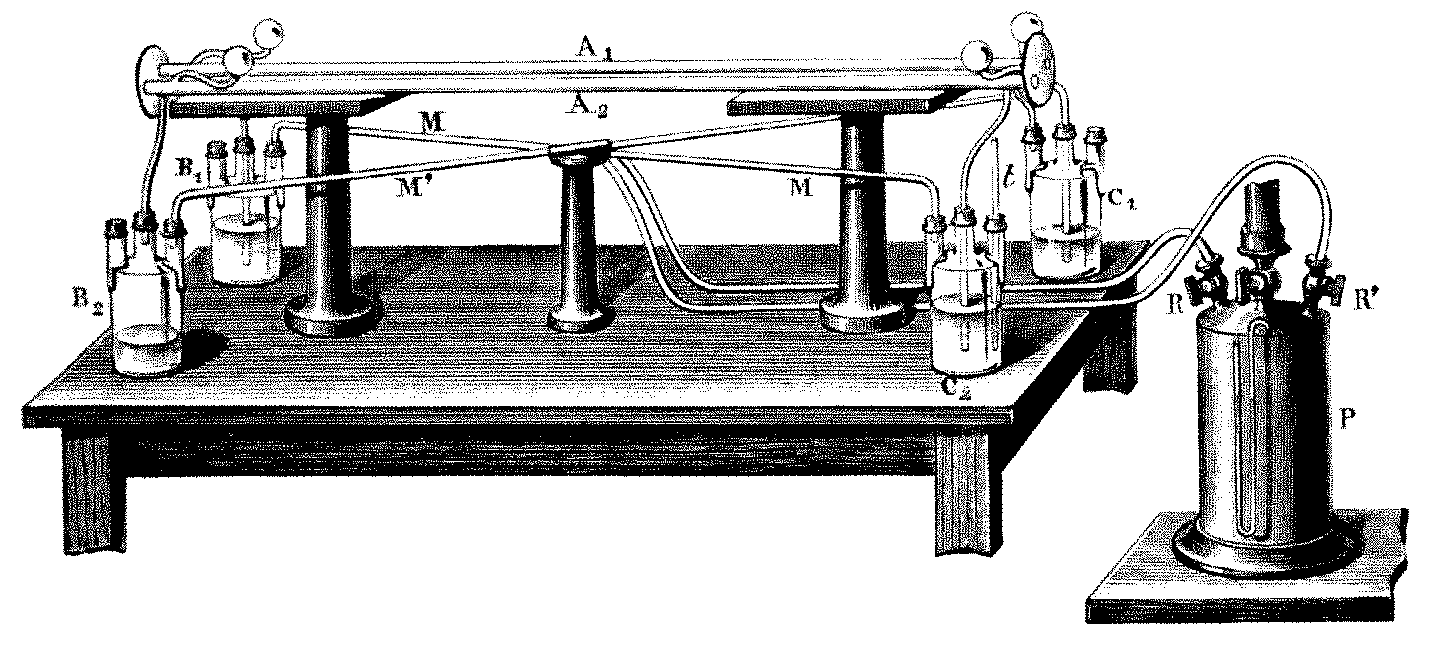
Szkic aparatury do eksperymentu Fizeau z 1851

Eksperyment Fizeau – doświadczenie przeprowadzone przez Armanda Fizeau, w 1851 roku, w celu pomiaru prędkości światła w poruszającej się wodzie. Fizeau użył skonstruowanej przez siebie aparatury interferencyjnej do mierzenia wpływu ruchu ośrodka na prędkość światła.
W pierwszej połowie XIX w. funkcjonowało wiele hipotez wyjaśniających zjawiska aberracji światła oraz rozchodzenia się światła w tym w ruchomych ośrodkach. Hipotezy te w różny sposób przedstawiały oddziaływanie eteru, w którym rozchodzić miało się światło z materią. Żadna z proponowanych teorii nie uzyskała pełnej aprobaty fizyków. Fizeau zarejestrował efekt unoszenia, lecz był znacznie mniejszy niż przewidywała funkcjonująca wówczas teoria. Jego wyniki zdawały się potwierdzać hipotezę częściowego wleczenia eteru Fresnela, odrzucaną wówczas przez wielu fizyków.
Próby wyjaśnienia wyników doświadczenia przez Hendrika Lorentza doprowadziły do odkrycia transformacji Lorentza. Pół wieku później wyniki eksperymentu zostały wyjaśnione przez szczególną teorię względności. Albert Einstein podkreślił potem wagę tego eksperymentu dla swojej teorii.

## Opis eksperymentu

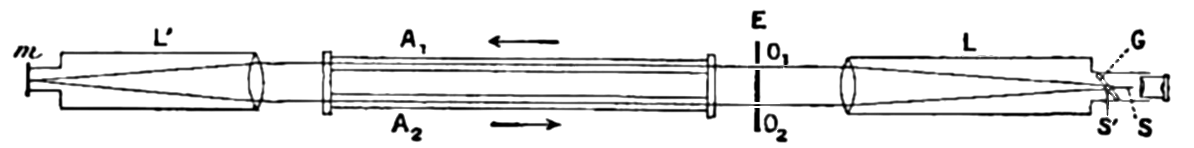
Schemat ideowy eksperymentu Fizeau

Bardzo uproszczona idea eksperymentu

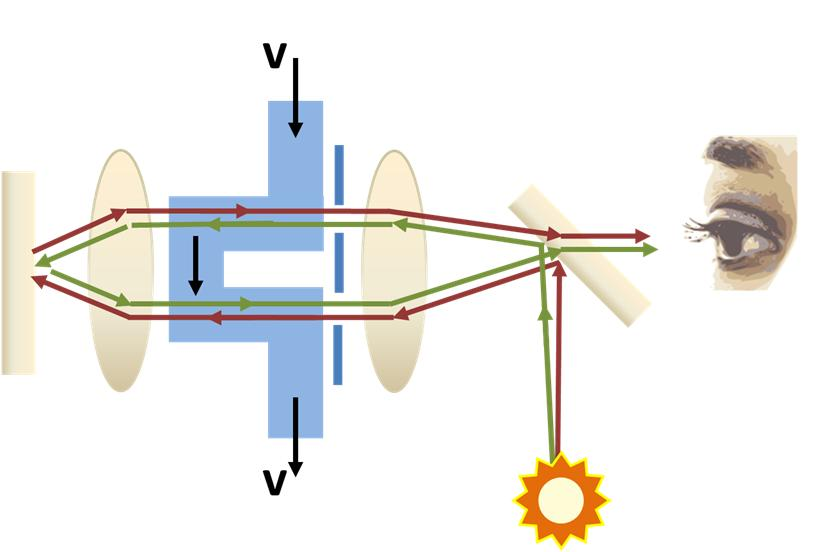
Schemat układu optycznego eksperymentu

By wyeliminować różnice wynikające z przechodzenia promieni światła przez ośrodki różniące się np. temperaturą, Fizeau skonstruował układ optyczny, w którym wiązka światła rozdzielana jest na dwa promienie, które biegną przez płynącą w rurkach wodę tymi samymi drogami, jeden zgodnie z kierunkiem płynięcia wody, a drugi przeciwnie.
Promień światła ze źródła S′ jest odbijany przez dzielnik wiązki G i formowany w równoległą wiązkę przez soczewkę na końcu cylindra L. Po przejściu przez szczeliny O1 i O2 dwa promienie światła biegną przez rury A1 i A2, w których płynie woda zgodnie z kierunkami wskazanymi przez strzałki. Promienie odbijają się od lustra m w punkcie skupienia soczewki cylindra L′, zatem jeden z nich zawsze biegnie w tę samą stronę, co strumień wody, a drugi w przeciwną. Po przejściu w tę i z powrotem oba promienie łączą się w punkcie S, gdzie tworzą prążki interferencyjne, które można obserwować przez okular. Wzór interferencyjny pozwala ocenić różnicę prędkości światła w zależności od kierunku jego biegu (zgodnie z ruchem wody lub przeciwnie do niego).

## Powtórzenia

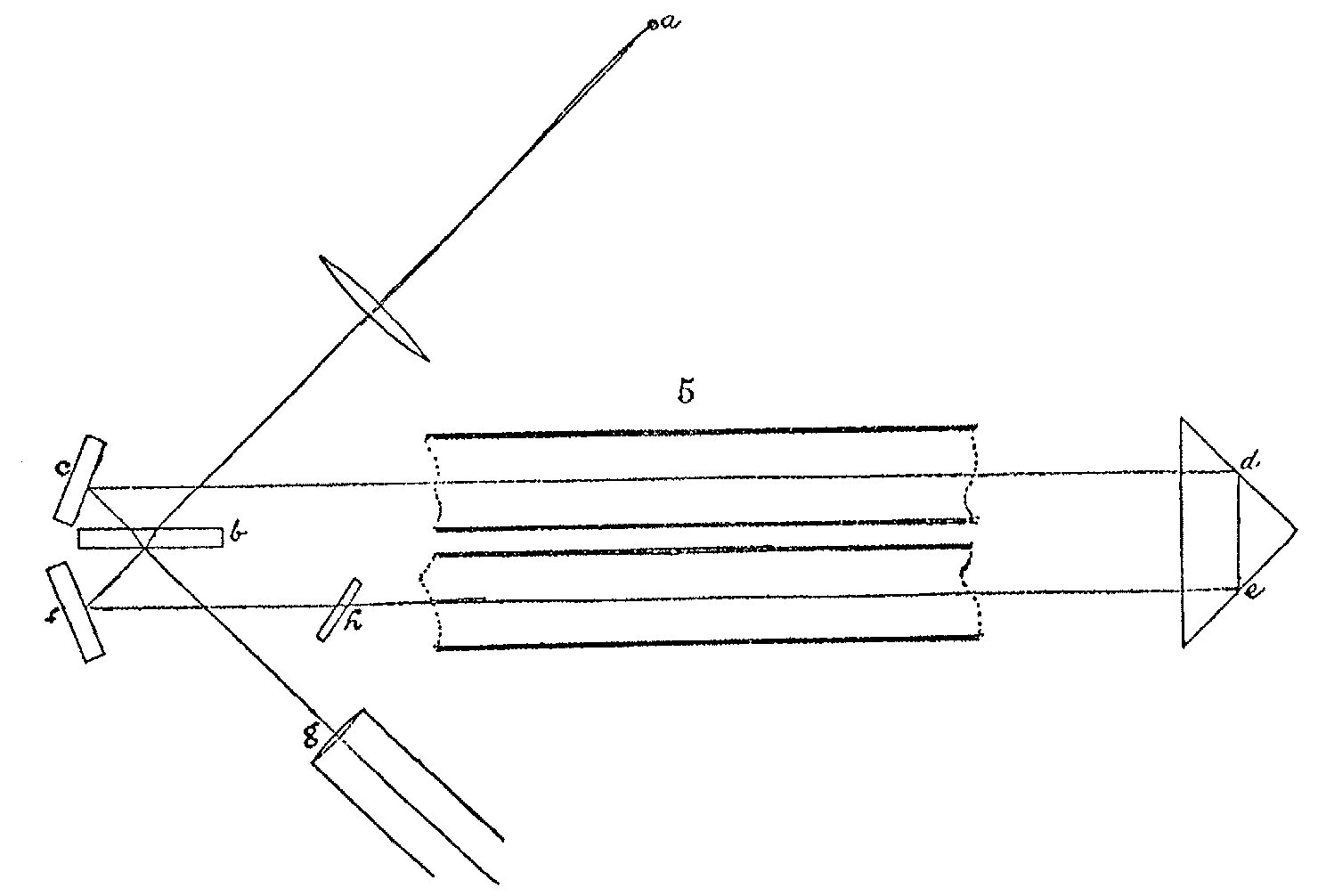
Bieg promieni w interferometrze Michelsona, b – płytka dwudzielna

Albert A. Michelson i Edward W. Morley w 1886 roku powtórzyli eksperyment Fizeau z większą dokładnością, odnosząc się do kilku obaw związanych z oryginalnym eksperymentem Fizeau: (1) deformacja elementów optycznych w aparacie Fizeau może powodować przemieszczenie prążków; (2) obserwacje były pospieszne, ponieważ przepływ wody trwał krótko; (3) przepływ wody przez rurki Fizeau o małej średnicy nie był laminarny, co oznaczało, że dostępne były tylko ich centralne części, co skutkowało słabymi prążkami interferencyjnymi; (4) istniały niepewności w wyznaczeniu prędkości przepływu.
Michelson przeprojektował aparat Fizeau z rurkami o większej średnicy i dużym zbiornikiem zapewniającym stały przepływ wody przez trzy minuty. Jego konstrukcja interferometru ze wspólną ścieżką zapewniała automatyczną kompensację długości ścieżki, dzięki czemu prążki białego światła były widoczne od razu po wyrównaniu elementów optycznych. Topologicznie ścieżka światła była ścieżką interferometru Sagnaca z parzystą liczbą odbić w każdej ścieżce światła. Dało to niezwykle stabilne prążki, które w pierwszej kolejności były całkowicie niewrażliwe na jakikolwiek ruch elementów optycznych. Stabilność była taka, że wstawienie szklanej płytki, a nawet trzymanie zapalonej zapałki na ścieżce światła nie przesuwało prążków. Używając tego urządzenia, Michelson i Morley byli w stanie całkowicie potwierdzić wyniki Fizeau nie tylko w wodzie, ale także w powietrzu.
Pomiary współczynnika przeciągania prowadził także Pieter Zeeman w latach 1914–1915. Używając powiększonej wersji aparatu Michelsona podłączonego bezpośrednio do wodociągu Amsterdamu, Zeeman był w stanie wykonać rozszerzone pomiary przy użyciu światła monochromatycznego w zakresie od fioletu (4358 Å) do czerwieni (6870 Å), aby potwierdzić zmodyfikowany współczynnik Lorentza. W 1910 roku Franz Harress zastosował urządzenie obrotowe i ogólnie potwierdził współczynnik przeciągania Fresnela. Jednak dodatkowo znalazł systematyczne odstępstwo doświadczenia od teorii, które później okazało się efektem Sagnaca.

## Wyjaśnienie
Zgodnie z nierelatywistyczną teorią eteru, prędkość światła powinna być zwiększana, gdy jest „ciągnięta” przez płynącą wodę, a zmniejszana, gdy „pokonuje” opór wody. Całkowita prędkość światła powinna być prostą sumą jego prędkości nieruchomej wodzie oraz prędkość wody. To znaczy, jeśli n jest współczynnikiem załamania wody, tak że c/n jest prędkością światła w spoczywającej wodzie, to prędkość światła w płynącej wodzie w jednym kierunku byłaby:
{\displaystyle w_{+}={\frac {c}{n}}+v,}
a w przeciwnym:
{\displaystyle w_{-}={\frac {c}{n}}-v.}
Stąd światło poruszające się pod prąd wody powinno być wolniejsze niż światło poruszające się z prądem wody i pokonuje tę samą drogę w dłuższym czasie.
Przesunięcie prążków interferencji dwóch wiązek biegnących w przeciwnych kierunkach wyznacza różnicę czasów biegnięcia wiązek i może być użyte do obliczania prędkości światła w funkcji prędkości wody. Fizeau zauważył, że występuje przesunięcie prążków, ale jest ono znacznie mniejsze niż przewiduje teoria eteru i jest zgodne ze wzorem:
{\displaystyle w_{+}={\frac {c}{n}}+v\left(1-{\frac {1}{n^{2}}}\right).}
Był to wynik zgodny z teorią Augustina-Jeana Fresnela (1818), która została opracowana w celu wyjaśnienia eksperymentu Arago z 1810 roku. Przewidywała ona, że ośrodek poruszający się w nieruchomym eterze ciągnie światło przez nią z niewielką częścią prędkości ośrodka ze współczynnikiem wleczenia f podanym przez Fresnela:
{\displaystyle f=1-{\frac {1}{n^{2}}}.}
W 1895 Hendrik Lorentz przewidział istnienie dodatkowego czynnika zmieniającego prędkość światła w wyniku dyspersji ośrodka:
{\displaystyle w_{+}={\frac {c}{n}}+v\left(1-{\frac {1}{n^{2}}}-{\frac {\lambda }{n}}\!\cdot \!{\frac {\mathrm {d} n}{\mathrm {d} \lambda }}\right).}
Ponieważ ośrodek płynie w kierunku obserwatora lub od niego, światło przechodzące przez ośrodek jest przesunięte dopplerowsko, a współczynnik załamania użyty we wzorze musi być odpowiedni dla przesuniętej dopplerowsko długości fali.
Zeeman uzasadnił istnienie zależności od dyspersji Lorentza w 1915 r.

## Problemy z wyjaśnieniem
Chociaż hipoteza Fresnela wyjaśniała wyniki doświadczenia Fizeau, wielu czołowych fizyków, w tym sam Fizeau (1851), Éleuthère Mascart (1872), Ketteler (1873), Veltmann (1873) i Lorentz (1886) wyrażali wątpliwości co do poprawności hipotezy Fresnela dotyczącej ruchu eteru. Na przykład Veltmann (1870) wykazał, że wzór Fresnela sugeruje, że eter musiałby być „ciągnięty” przez ruchomy ośrodek w różnym stopniu dla różnych kolorów światła, gdyż współczynnik załamania światła zależy od długości fali. Mascart (1872) zademonstrował podobny wynik dla światła spolaryzowanego przechodzącego przez ośrodek dwójłomny. Ogólnie rzecz biorąc wykazywali oni, że eter musiałby poruszać się jednocześnie z różnymi prędkościami dla światła składającego się z różnych fal.
Pomimo niezadowolenia wielu fizyków teoretyków z hipotezy Fresnela dotyczącej częściowego przeciągania eteru, powtórzenia i ulepszenia eksperymentu Fizeau przez innych (niektóre opisane wyżej) potwierdzały jego wyniki z dużą dokładnością.
W teorii Fresnela eter jest prawie nieruchomy względem Wszechświata, a Ziemia porusza się przez niego, więc eksperyment powinien to wykazać. Próbę pomiaru przeciągania eteru przez ruch Ziemi przeprowadzili Michelson i Morleya w doświadczeniu z 1887 r. Wynik tego eksperymentu był negatywny. Tak więc z punktu widzenia ówczesnych modeli eterowych sytuacja doświadczalna była sprzeczna: z jednej strony eksperyment Fizeau i jego powtórzenie przez Michelsona i Morleya w 1886 roku zdawało się potwierdzać jedynie niewielki stopień przeciągania eteru. Z drugiej strony eksperyment Michelsona-Morleya z 1887 roku wydawał się dowodzić, że eter jest w spoczynku względem Ziemi, wspierając ideę całkowitego przeciągania eteru. Tak więc hipoteza Fresnela i interpretacje doświadczeń próbujące ją wyjaśnić doprowadziły do kryzysu teoretycznego, który nie został rozwiązany do czasu opracowania szczególnej teorii względności.

## Interpretacja Lorentza
W 1892 Hendrik Lorentz zaproponował teorię eteru Lorentza będącą modyfikacją modelu Fresnela, w której eter jest całkowicie nieruchomy. Wyprowadził współczynnik wleczenia Fresnela w wyniku interakcji pomiędzy poruszającą się wodą a niewleczonym eterem. W modelu tym przejście z układu odniesienia laboratorium do układu odniesienia poruszającego się ciała można uprościć przez zastosowanie pomocniczej zmiennej czasu, którą nazwał czasem lokalnym:
{\displaystyle t'=t-{\frac {vx}{c^{2}}}.}
Jednocześnie, poruszające się ciała kurczyły się w kierunku ruchu (hipoteza kurczenia się Fitzgeralda-Lorentza, George Francis Fitzgerald doszedł do tego wniosku już w 1889 roku). Równania teorii eteru Lorentza, których użył do opisania efektów powstających w doświadczeniu Fizeau, były dalej rozwijane przez niego do 1904 roku. W 1895 Lorentz bardziej ogólnie wyjaśnił współczynnik Fresnela w oparciu o koncepcję czasu lokalnego. Jednak teoria Lorentza miała ten sam podstawowy problem co teoria Fresnela: stacjonarny eter zaprzeczał eksperymentowi Michelsona-Morleya. Obecnie zmianę biegu czasu i długości przy zmianie układu odniesienia nazywa się transformacjami Lorentza, są one identyczne w formie z równaniami, które Einstein później wyprowadził z zasad szczególnej teorii względności. Jednak w przeciwieństwie do równań szczególnej teorii względności Einsteina, transformacje Lorentza były podane ad hoc, a ich jedynym uzasadnieniem było to, że dawały poprawny wynik.

## Wyjaśnienie w szczególnej teorii względności
Einstein uznał, że koncepcja stacjonarnego eteru nie ma miejsca w szczególnej teorii względności, a transformacja Lorentza jest konsekwencją natury przestrzeni i czasu. Eksperyment Fizeau, oraz problem poruszającego się magnesu i przewodnika, niewykrycie dryfu eteru i niezgodność aberracji światła z przewidywaniami dotychczasowych teorii, były kluczowymi eksperymentami, które ukształtowały myślenie Einsteina o względności ruchu.
Max von Laue w 1907 r. wykazał, że wyniki doświadczenia Fresnela można wytłumaczyć jako konsekwencję relatywistycznego dodawanie prędkości.
Prędkość światła w nieruchomej wodzie wynosi c/n.
Z prawa relatywistycznego składania prędkości wynika, że prędkość światła obserwowana w laboratorium, gdy woda płynie z prędkością {\displaystyle v} (w tym samym kierunku co światło) wynosi:
{\displaystyle V_{\mathrm {lab} }={\frac {{\frac {c}{n}}+v}{1+{\frac {{\frac {c}{n}}v}{c^{2}}}}}={\frac {{\frac {c}{n}}+v}{1+{\frac {v}{cn}}}}.}
Zatem różnica w prędkości wynosi (jeśli {\displaystyle v} jest małe w porównaniu z prędkością światła {\displaystyle c,} można pominąć drugi składnik z mianownika):
{\displaystyle V_{\mathrm {lab} }-{\frac {c}{n}}={\frac {{\frac {c}{n}}+v}{1+{\frac {v}{cn}}}}-{\frac {c}{n}}={\frac {{\frac {c}{n}}+v-{\frac {c}{n}}(1+{\frac {v}{cn}})}{1+{\frac {v}{cn}}}}} {\displaystyle ={\frac {v\left(1-{\frac {1}{n^{2}}}\right)}{1+{\frac {v}{cn}}}}\approx v\left(1-{\frac {1}{n^{2}}}\right).}
Gdy prędkość jest dużo mniejsza od prędkości światła, to wyrażenie jest dokładne i zgadza się ze wzorem opartym na pomiarach Fizeau, które spełniły ten warunek. Eksperyment Fizeau jest więc potwierdzeniem wzoru Einsteina na dodawanie prędkości.